# Samuel Samuelis Mörtling
Samuel Samuelis Mörtling, född 16 december 1700 i Törnevalla församling, Östergötlands län, död 26 maj 1754 i Linderås församling, Jönköpings län, var en svensk präst.

## Biografi
Samuel Mörtling föddes 1700 i Törnevalla församling. Han var son till kyrkoherden i Östra Skrukeby församling. Mörtling blev student 1719 vid Uppsala universitet och 1726 vid Lunds universitet. Han promoverades till filosofie magister 1727 vid Lunds universitet och prästvigdes 1727. Mörtling blev pastorsadjunkt i Linderås församling och 1728 komminister i församlingen. År 1733 var han respondent vid prästmötet. Han blev 1735 kyrkoherde i Linderås församling. Han avled 1754 i Linderås församling.

### Familj
Mörtling gifte sig första gången 1728 med Margareta Livin. Hon var dotter till kyrkoherden Jonas Magni Livin och Gunilla Bjugg i Linderås församling. De fick tillsammans sju barn.
Mörtling gifte sig andra gången 1742 med Helena Maria Schultz. Hon var dotter till kyrkoherden i Kättilstads församling och hade tidigare varit gift med komministern Landström i Klockrike församling. Schultz och Mörtling fick tillsammans barnen kyrkoherden Samuel Mörtling i Linderås församling, kyrkoherden Jonas Mörtling i Rystads församling, fabrikören Jacob Mörtling i Köping och Margareta Elisabet Mörtling som var gift med inspektoren Hultström. Efter Mörtlings död gifte Schultz om sig med handlanden Didrik Borg.